# Jacint Boada i Casanoves
Jacint Boada i Casanoves, OSB, (* 1772 in Terrassa; † 1859 im Kloster Montserrat) war ein katalanischer Chormeister, Organist, Komponist und Mönch aus dem Kloster Montserrat.

## Leben und Werk
Boada besuchte von 1780 bis 1786 die Escola de Montserrat. Anselm Viola und Narcís Casanoves waren dort seine Lehrer. 1790 trat er dem Benediktinerorden bei.
Boada war vor und nach dem Französischen Krieg, der 1811 das Kloster erreichte, Leiter der Escolania de Montserrat. Nach der Rückkehr ins Kloster im Jahr 1818 komponierte Boada einige sakrale Stücke für die Anbetung und einige Lehrstücke für Unterrichtszwecke. 1822 zu Beginn des liberalen Trienniums mussten die Mönche und die Schüler wieder das Kloster verlassen. Sie konnten im Jahr 1824 wieder zurückkehren. Aufgrund einer erneuten Vertreibung aus dem Kloster im Jahr 1835 musste Montserrat erneut aufgegeben werden.
Pater Boada kehrte jedoch 1840 dorthin zurück, führte den Kult alleine mit seinem Mitbruder Josep Campderrós und einem Schüler hinter verschlossenen Türen wieder ein. In dieser Zeit wurde das berühmte Montserratlied Salve Montserratina von Pater Boada ins Leben gerufen. 1851 etablierte Boada mit großer Energie die Escola ein weiteres Mal.
Boada hatte sehr gute Schüler, die später alle Komponisten oder Organisten wurden. Genannt seien hier B. Blanch, R. Palau, B. Saldoni, J. Parera und M. Pontí. Der Stil seiner Musik, die oft die starken politischen und sozialen Widrigkeiten beklagt, ist formal korrekt spätklassisch ausgestaltet und an liturgische und pädagogische Erfordernisse der Zeit angepasst.